# Ignace-Michel de Hooghe
Ignace-Michel de Hooghe (Gent, ca. 1655 - Ieper, 15 september 1715) was de auteur van de grafschriftenverzameling die bekendstaat als Handschrift De Hooghe.

## Levensloop
Ignace-Michel de Hooghe was een zoon van Bernard de Hooghe (†1689) en van Anne van de Walle dit Reyphins (1633-1707). Hij was heer van een aantal kleinere heerlijkheden die hij had geërfd. Het grondbezit en de renten leverden hem voldoende inkomsten op. Die heerlijkheden heetten Baeshove, Peute, Villeck en Ten Heede. De Hooghe bracht relatief veel tijd door in Ieper en stelde zichzelf voor als "wethouder der selve stadt" in een kleine kroniek waarin hij de geschiedenis van de stad Ieper beschreef.
In zijn jonge jaren was hij kapitein van een compagnie soldaten in Spaanse dienst. Op latere leeftijd trouwde hij in 1707 met Maria-Magdalena de le Flye de la Gaugerie, die hem twintig jaar overleefde. Ze werden allebei in Brugge in de Onze-Lieve-Vrouwekerk begraven. 
De adel van de 17de en 18de eeuw bekleedde vaak ambtelijke ambten. Daarnaast hield ze zich bezig met het beheer van zijn eigen erfgoed, heerlijkheden en eigendommen. Ze toonde ook belangstelling voor lokale geschiedenis en voor familiegeschiedenis. Dit resulteerde in oudheidkundig onderzoek en in bibliotheken, kunstverzamelingen en kabinetten met zowel oudheidkundige als natuurhistorische memorabilia. Ook Ignace de Hooghe had interesse in de lokale geschiedenis en verzamelde daarom teksten en feiten over de geschiedenis van Ieper. Anderzijds toonde hij een bijzondere belangstelling voor grafschriften, voornamelijk voor die in Brugge.

## Afstamming
- Antoine de Hooghe trouwde met Jeanne Strymeersch.
  - Bernard de Hooghe trouwde met Anna van de Walle dit Reyphins
    - Ignace-Michel de Hooghe (Gent, ca. 1755 - Ieper 1715) trouwde met Marie-Madeleine de le Flye de la Gaugerie († Brugge, 1735). Hij was de man van het bewaarde handschrift.
      - Ignace-François de Hooghe (1710-1761) trouwde met Thérèse Anchemant (1713-1766). Hij was raadpensionaris en griffier crimineel van Brugge.
        - Joseph-Ignace de Hooghe (1735-1795) heer van Gaugerie, Peute, Baeshove, Villeck, Walle, Ten Heede, was advocaat. Hij bleef vrijgezel.
        - Jean-Baptiste de Hooghe (1736-1813) trouwde met Marie-Joséphine de Tollenaere. Hij was 'majoor' van de stad Brugge.
          - Ridder Jean-Baptiste d'Hooghe de la Gaugerie (14 oktober 1772 - 2 januari 1848) trouwde met Thérèse Joos de ter Beerst. Hij werd in 1823 opgenomen in de erfelijke adel van het Verenigd Koninkrijk der Nederlanden met overdracht van de titel bij eerstgeboorte. Het echtpaar kreeg twaalf kinderen.
            - Ridder Guido de Hooghe (Brugge, 7 maart 1806 - 14 november 1871) trouwde in 1834 met Palmyre Serdobbel (Gent, 1803 - Brugge, 1878). Het echtpaar kreeg zes kinderen.
              - Leonie Ida de Hooghe (Brugge, 1835-1930) was de laatste van haar geslacht. Ze trouwde in 1861 met Charles Dhont (1808-1885). Geen mannelijke afstammelingen meer.

    - Antoine d'Hooghe trouwde met Jeanne Marissael.
      - Jean-Antoine d'Hooghe trouwde met Angeline Pattyn.
        - Jean-Antoine d'Hooghe II (†1744), schepen van het Brugse Vrije, zonder nakomelingen.
        - François-Bernard d'Hooghe (†1761), zonder nakomelingen.

## Handschrift De Hooghe

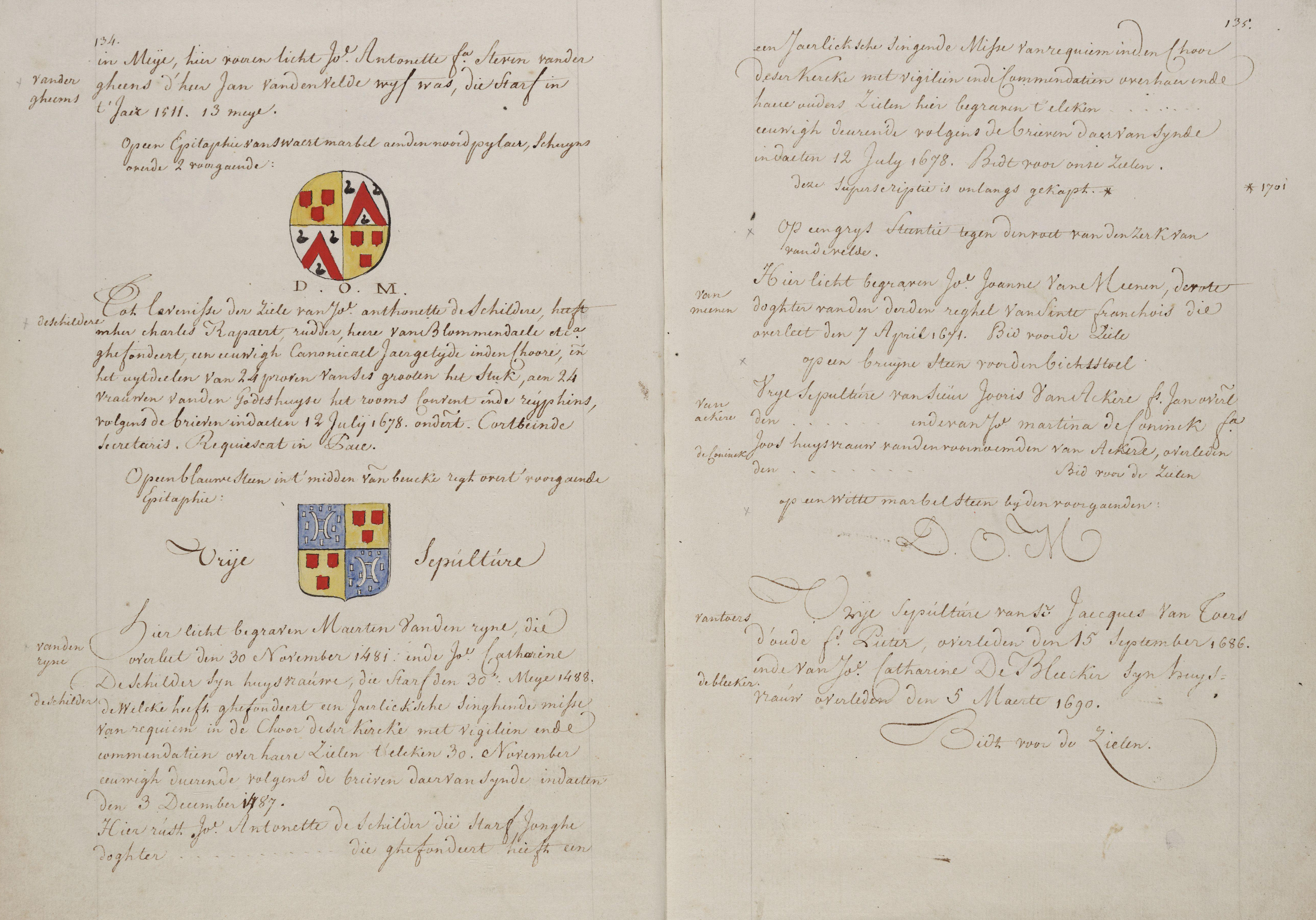
Pagina 134-135 (volume 2) uit het handschrift “De Hooghe” te vinden in de Openbare Bibliotheek Brugge

Het handschrift De Hooghe is een grafschriftenverzameling die genoemd is naar Ignace-Michel de Hooghe, die dit werk omstreeks 1695-1700 aanlegde. Door jonkheer Matthias van Larebeke (1763-1803) en Jean-Baptiste Donche (1737-1810) werd de verzameling, die niet verder liep dan tot 1700, tot aan het einde van de achttiende eeuw respectievelijk tot 1789 en 1802 verder aangevuld. 
De samengebrachte grafschriften hadden voornamelijk betrekking op de grafmonumenten aanwezig in de Brugse kerken en kloosters. 
De originelen van de handschriften De Hooghe bevinden zich in het Rijksarchief van Brugge. De zes volumes grafschriften die onder de naam 'Handschrift De Hooghe' in het Brugse stadsarchief bewaard worden (Handschrift 449) zijn de kopie door Matthias van Larebeke van het handschrift De Hooghe, met twee bijkomende volumes door Van Larebeke er aan toegevoegd. 
Deze volumes behoorden anno 2013 tot de meest geraadpleegde onder de bronnen uit de Openbare Bibliotheek in Brugge en ze werden dan ook gedigitaliseerd en op het internet voor iedereen beschikbaar gesteld.